# Percepção seletiva

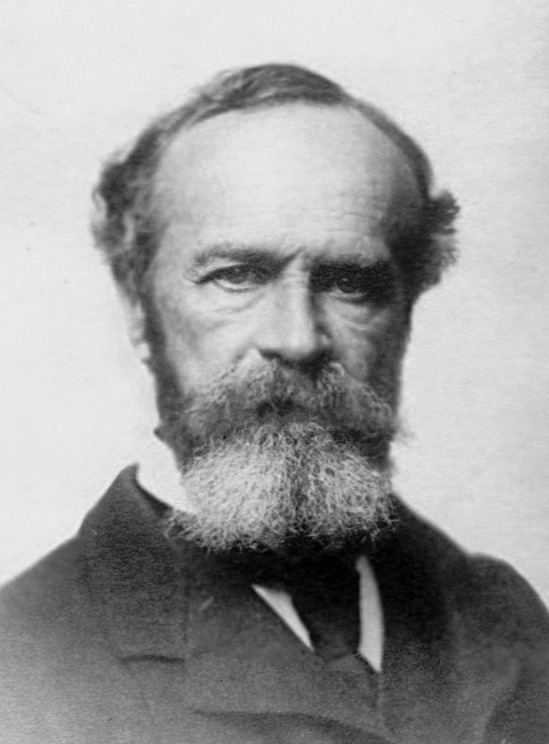
William James

A percepção seletiva é a característica que o indivíduo faz com que uma pessoa, um objeto ou um evento se sobressaia. Em outras palavras, é uma forma de viés, porque interpreta as informações de uma maneira que é congruente com os valores e crenças existentes do indivíduo. Por exemplo, um professor pode ter um aluno favorito porque é influenciado pelo favoritismo intragrupal. O professor ignora a baixa realização do aluno. Por outro lado, eles podem não perceber o progresso de seu aluno menos favorito.

## Definição geral
A percepção seletiva pode se referir a qualquer número de vieses cognitivos na psicologia relacionados à maneira como as expectativas afetam a percepção. O julgamento humano e a tomada de decisão são distorcidos por uma série de preconceitos cognitivos, perceptivos e motivacionais. Pessoas tendem a não reconhecer seu próprio preconceito, embora elas tendam a reconhecer facilmente, e até superestimar, a operação do preconceito no julgamento humano por outros. Uma das razões pelas quais isso pode ocorrer é o bombardeio de estimulos que as pessoas recebem no cotidiano, deixando difícil de  se prestar atenção igual a tudo; portanto, elas escolhem, e escolhem de acordo com suas próprias necessidades.
Percepção seletiva é o processo pelo qual os indivíduos percebem o que querem nas mensagens da mídia enquanto ignoram pontos de vista opostos. É um termo amplo para identificar o comportamento que todas as pessoas exibem tendem a "ver as coisas" com base em seu quadro de referência específico. Também descreve como categorizamos e interpretamos as informações de uma maneira que favorece uma categoria ou interpretação sobre outra. Em outras palavras, a percepção seletiva é uma forma de viés, porque interpretamos as informações de uma maneira que é congruente com nossos valores e crenças existentes. Os psicólogos acreditam que esse processo ocorre automaticamente.

## Estudos relevantes
Para entender quando e porque uma região específica de uma cena é selecionada, os estudos observaram e descreveram os movimentos oculares dos indivíduos enquanto realizavam tarefas específicas. Nesse caso, a visão era um processo ativo que integrava as propriedades da cena ao comportamento oculomotor específico e orientado a objetivos.
Em um estudo clássico sobre esse assunto relacionado ao efeito hostil da mídia (que é um exemplo de percepção seletiva), os espectadores assistiram a uma tira de filme de um jogo de futebol americano particularmente violento em Princeton-Dartmouth. Os telespectadores de Princeton relataram ter visto quase o dobro de infrações às regras cometidas pela equipe de Dartmouth do que os telespectadores de Dartmouth. Um aluno de Dartmouth não viu nenhuma infração cometida pelo lado de Dartmouth e erroneamente assumiu que ele havia recebido apenas parte do filme, enviando uma mensagem solicitando o resto.
A percepção seletiva também é um problema para os anunciantes, pois os consumidores podem interagir com alguns anúncios, de forma a usar suas crenças pessoais preexistentes e não com base em suas crenças preexistentes sobre a marca.

## Dentro da publicidade
Seymour Smith, um destacado pesquisador de publicidade, encontrou evidências de percepção seletiva na pesquisa de publicidade no início dos anos 60, e definiu que era "um procedimento pelo qual as pessoas deixam entrar ou filtrar o material publicitário que têm a oportunidade de ver ou ouvir. Eles fazem isso por causa de suas atitudes, crenças, preferências e hábitos de uso, condicionamento, etc". As pessoas que gostam, compram ou estão pensando em comprar uma marca têm mais probabilidade de notar publicidade do que aquelas que são neutras em relação à marca. Esse fato tem repercussões no campo da pesquisa em publicidade, porque qualquer análise pós-publicidade que examine as diferenças de atitudes ou comportamento de compra entre os que estão cientes e os que desconhecem a publicidade é falha, a menos que diferenças preexistentes sejam controladas. Os métodos de pesquisa em publicidade que utilizam um design longitudinal estão indiscutivelmente melhor equipados para controlar a percepção seletiva.

## Tipos
As percepções seletivas são de dois tipos:
- Nível baixo — vigilância perceptiva
- Alto nível — defesa perceptiva